# Мэги, Саманта
Саманта «Сэм» Мэги (англ. Samantha "Sam" Magee; род. 10 июля 1983, Хартфорд) — американская гребчиха, выступавшая за сборную США по академической гребле в период 2000—2007 годов. Серебряная призёрка летних Олимпийских игр в Афинах, чемпионка мира, победительница многих регат национального и международного значения.

## Биография
Саманта Мэги родилась 10 июля 1983 года в Хартфорде, штат Коннектикут.
Заниматься академической греблей начала в 1998 году, состояла в гребной команде во время обучения в Стэнфордском университете.
Дебютировала в гребле на международной арене в 2000 году, когда в распашных безрульных двойках выступила на юниорском мировом первенстве в Загребе. Год спустя на аналогичных соревнованиях в Дуйсбурге выиграла серебряную медаль в безрульных двойках и заняла пятое место в рулевых восьмёрках.
В 2003 году вошла в основной состав американской национальной сборной и побывала на чемпионате мира в Милане, где финишировала в восьмёрках пятой.
В 2004 году в восьмёрках отметилась победами на этапах Кубка мира в Мюнхене и Люцерне. Благодаря череде удачных выступлений удостоилась права защищать честь страны на летних Олимпийских играх 2004 года в Афинах — в составе восьмёрки, где присутствовали гребчихи Кейт Джонсон, Анна Микельсон, Меган Диркмат, Элисон Кокс, Лорел Корхольц, Кэрин Дэвис, Лианн Нельсон и рулевая Мэри Уиппл, показала в финале второй результат, отстав почти на две секунды от победившей команды Румынии, и таким образом стала серебряной олимпийской призёркой.
После афинской Олимпиады Мэги осталась в составе гребной команды США на ещё один олимпийский цикл и продолжила принимать участие в крупнейших международных регатах. Так, в 2005 году в восьмёрках она выиграла бронзовую медаль на этапе Кубка мира в Мюнхене и заняла четвёртое место на мировом первенстве в Гифу.
В 2007 году в восьмёрках одержала победу на чемпионате мира в Мюнхене. Вскоре по окончании этих соревнований приняла решение завершить спортивную карьеру.